# Innokentij Smoktunovskij
Innokentij Smoktunovskij, rusky Иннокентий Михайлович Смоктуновский (28. března 1925, Tatjanovka, Tomská oblast – 3. srpna 1994, Odincovo, Moskevská oblast) byl jeden z nevýraznějších a nejznámějších sovětských divadelních a filmových herců 2. poloviny 20. století. Proslul především jako představitel knížete Myškina v dramatizaci Dostojevského románu Idiot a dalších rolích klasického ruského repertoáru. Byl nazýván prvním intelektuálním hercem sovětské kinematografie. Natočil více než 80 celovečerních filmů, své nejlepší role ztvárnil ve filmech Vojáci, Devět dní jednoho roku, Hamlet, Čajkovskij, Dámský krejčí.
Byl držitelem řady sovětských státních vyznamenání a v roce 1974 byl jmenován Národním umělcem SSSR.

## Život

### Původ a dětství
Předkové jeho otce pocházeli zřejmě z Běloruska nebo Polska. Jeho pradědeček Nikolaj Smoktunovič byl poslán na Sibiř i s celou rodinou. Innokentij se narodil v malé sibiřské vesnici Taťjanovka nedaleko Tomska jako druhý ze šesti dětí. V roce 1929 rodina opustila obec kvůli hladomoru a přestěhovala se do Krasnojarsku, kde otec pracoval jako přístavní dělník. V roce 1932 si Innokentije vzala do výchovy jeho teta společně s bratrem Vladimírem, který však brzy následkem hladovění zemřel. Jeho dědeček z matčiny strany a strýc byli během stalinských čistek odsouzeni za kontrarevoluční aktivity a popraveni. Také jeho otec strávil rok ve vězení a tři roky ve vyhnanství. To byl zřejmě jeden z důvodů, který později vedl Innokentije ke změně příjmení, když se chtěl stát hercem.
Divadlo viděl poprvé ve 14 letech v Krasnojarsku, navštěvoval i školní dramatický kroužek. V roce 1941 jeho otec odešel na frontu a zanedlouho padl. Innokentij musel přerušit studium na gymnáziu a živit rodinu. Absolvoval zdravotní kurz a od roku 1942 pracoval ve vojenské nemocnici v Krasnojarsku. Současně nastoupil do Krasnojarského činoherního divadla jako komparzista. Začátkem roku 1943 byl povolán do armády, zúčastnil se bojů o Kursk, ale v prosinci 1943 upadl do zajetí. Podařilo se mu utéct, dostal se k partyzánskému oddílu a s ním se připojil ke gardovému střeleckému pluku. V hodnosti poddůstojníka se podílel na osvobozování Varšavy a nakonec s vítěznou armádou došel až do Německa. Za statečnost v boji byl několikrát vyznamenán.

### Začátky v divadle a filmu
Po demobilizaci se v říjnu 1945 vrátil do Krasnojarsku, kde byl přijat ke studiu herectví při tamním divadle. Studia nedokončil a odešel hrát do divadla v Norilsku. Jako bývalý válečný zajatec byl označen za nespolehlivého a byl mu zakázán pobyt ve velkých městech Sovětského svazu. V letech 1946–1951 vystupoval na jevišti 2. polárního činoherního divadla v Norilsku, ve kterém pracovalo mnoho vězňů z gulagu. V té době si na žádost ředitele divadla změnil příjmení na Smoktunovskij. To vše po letech ovlivnilo jeho rozhodnutí podepsat Dopis 25 kulturních a vědeckých osobností Leonidu Brežněvovi proti rehabilitaci Stalina v roce 1966.
Na jaře 1951 Smoktunovskij onemocněl kurdějemi a musel opustit Norilsk. Po divadlech v Grozném a Machačkale působil tři roky na scéně Oblastního činoherního divadla ve Stalingradu. Na začátku roku 1955 odjel do Moskvy, kde ho odmítlo několik divadel. Nakonec byl přijat do Divadelního studia filmového herce. V roce 1956 natočil první malé role ve filmech Mosfilmu, kde jako návrhářka kostýmů pracovala jeho budoucí žena Sulamit.  Poté si ho všiml režisér Alexandr Ivanov, který pozval neznámého herce do hlavní role ve filmu Vojáci podle povídky V zákopech Stalingradu od Viktora Někrasova. Smoktunovskij v postavě poručíka Farbera ukázal šíři svých hereckých možností a jeho výkon mu přinesl i příležitost prosadit se na divadelních prknech.

### Úspěch a vrchol kariéry
V roce 1957 ho režisér Grigorij Tovstogonov obsadil do role knížete Myškina v dramatizaci Dostojevského románu Idiot, kterou inscenoval ve Velkém dramatickém divadle Maxima Gorkého v Leningradě. Premiéra se konala 31. prosince 1957 a inscenace se stala událostí sezóny. Diváci jezdili na představení z různých koutů země i ze zahraničí. Role Myškina měla pro Smoktunovského hereckou dráhu zásadní význam, nastal strmý vzestup jeho kariéry. Byly mu nabízeny role ve filmu i na divadle. To, že jeho další výkony na divadle byly hodnoceny především v porovnání s knížetem Myškinem a nabízené role neodpovídaly jeho schopnostem, vedlo Smoktunovského k odchodu z Velkého divadla koncem roku 1960. V následujících letech dal přednost filmu a do roku 1971 byl Smoktunovskij hercem filmového studia Lenfilm. V roce 1961 slavil úspěch s filmem Devět dní jednoho roku režiséra Michaila Romma, který byl oceněn hlavní cenou na XIII. MFF v Karlových Varech. Velký divácký ohlas i v zahraničí získal v roce 1964 filmový přepis Shakespearovy tragédie Hamlet režiséra Grigorije Kozinceva. Film získal Zvláštní cenu na MFF v Benátkách a Smoktunovskij byl nominován na prestižní cenu BAFTA za nejlepšího herce.  Jednou z jeho nejvýraznějších filmových rolí je Strýček Váňa ve stejnojmenném filmu, který podle hry A.P.Čechova natočil režisér Andrej Končalovskij. V roce 1971 získal Státní cenu RSFSR za roli vyšetřovatele Porfirije Petroviče ve filmu Zločin a trest natočeného podle románu F.M.Dostojevského. Pozoruhodný byl též jeho výkon v Zrcadle Andreje Tarkovského, byť se vůbec neobjevil na plátně, role byla čistě hlasová.
Přitahuje tím, že v něm hoří jakési vnitřní světlo, jinak to nazvat nedokážu. Udivuje mě tajemností svého tvůrčího procesu – nedá se vysvětlit. Nedá se s ním pracovat jako s jinými herci, nedá se pokořit logikou, musí se mu nechat žít...
— G. Kozincev
K divadlu se Smoktunovskij vrátil v roce 1971, kdy byl angažován do moskevského Malého divadla speciálně pro roli cara Fjodora ve stejnojmenné tragédii Alexeje Tolstého, která se stala jedním z jeho nejvýznamnějších prací. V tomto představení vystupoval až do léta 1976. Na pozvání Olega Jefremova se Smoktunovskij stal členem Moskevského uměleckého divadla (MCHAT). Na nové scéně debutoval na samém konci roku 1976 v titulní roli v Čechovově hře Ivanov. S Jefremovem spolupracoval na dalších úlohách ve filmu i na divadle až do konce života. V roce 1983 zavítal se souborem divadla MCHAT i do Prahy, kde vystoupil v roli doktora Dorna v Čechovově hře Racek.

### Poslední roky života
Po návratu na jeviště stále hodně hrál ve filmu s nejvýznamnějšími sovětskými režiséry, včetně Sergeje Gerasimova a Sergeje Bondarčuka, častěji v malých rolích. Ale i mezi epizodními rolemi byly takové nezapomenutelné role jako Pljuškin v Mrtvých duších (1984) nebo Mojses Mojsejevič ve Stepi (1977). Nejvýznamnější rolí posledních let byl Izák ve filmu Dámský krejčí, za kterou dostal v roce 1991 cenu Ruské filmové akademie Niké.
Pracoval v rozhlase i televizi, podílel se na dabingu kreslených filmů a dabingu zahraničních filmů. Napsal vzpomínkovou knihu, která v češtině vyšla pod názvem Čas dobrých nadějí v roce 1986.

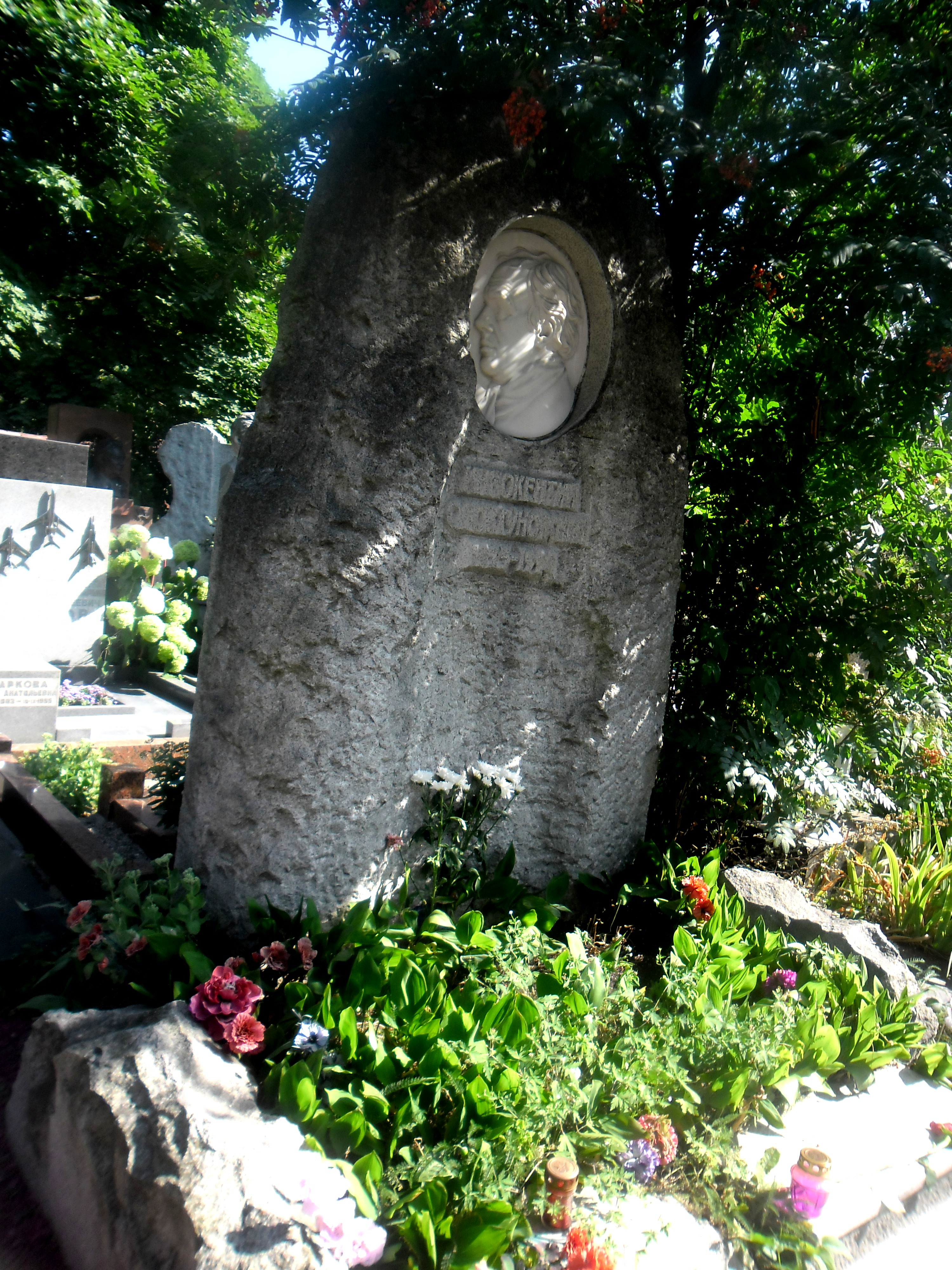
Smoktunovského hrob na Novoděvičím hřbitově

### Rodina
Poprvé se oženil v roce 1950 s herečkou Rimmou Alexandrovnou Bykovou (1926-2008). Účinkovali spolu v dagestánském ruském činoherním divadle v Machačkale. V roce 1952 přešli do Stalingradu a krátce na to se rozvedli.
V roce 1955 se Smoktunovskij ve studiu Mosfilmu setkal s kostýmní výtvarnicí Sulamit Kushnirovou, dcerou židovské básnířky a spisovatelky Shiry Gorshamové. V březnu 1956 se jim narodila dcera Naděžda, která však v září téhož roku zemřela. Syn Filip (1957–2022) byl herec, poté pracoval jako překladatel sci-fi literatury. Trpěl drogovou závislostí. Dcera Maria (nar. 1965) se stala baletkou, později pracovala v Moskevském muzeu uměleckého divadla.
Innokentij Smoktunovskij zemřel 3. srpna 1994 ve věku 69 let v sanatoriu Gercen ve vesnici Odincevo nedaleko Moskvy, kde se léčil po infarktu. Je pohřben na Novoděvičím hřbitově v Moskvě.